# 藍場町
藍場町（あいばちょう）は、徳島県徳島市の町名。現行行政地名は藍場町一丁目及び藍場町二丁目。郵便番号は770-0835。

## 地理
徳島市の北東部に位置し、南は新町川に面している。内町地区に属している。中央を国道192号が通り、交通量の増加が目につく。また徳島駅前再開発事業の影響も大きいものがあり、町全体が活気にあふれてきた。新町川沿いには徳島県郷土文化会館と藍場浜公園があって、阿波踊りや阿波の狸まつり等のイベントが催される。

### 河川
- 新町川

## 歴史
元は寺島町・西横町の一部で、昭和16年より現在の町名となった。

## 世帯数と人口
2022年（令和4年）8月1日現在の世帯数と人口は以下の通りである。
| 町丁        | 世帯数 | 人口 |
| ----------- | ------ | ---- |
| 藍場町1丁目 | 4世帯  | 9人  |

## 小・中学校の学区
市立小・中学校に通う場合、学区は以下の通りとなる。
| 番地 | 小学校             | 中学校             |
| ---- | ------------------ | ------------------ |
| 全域 | 徳島市立内町小学校 | 徳島市立徳島中学校 |

## 施設

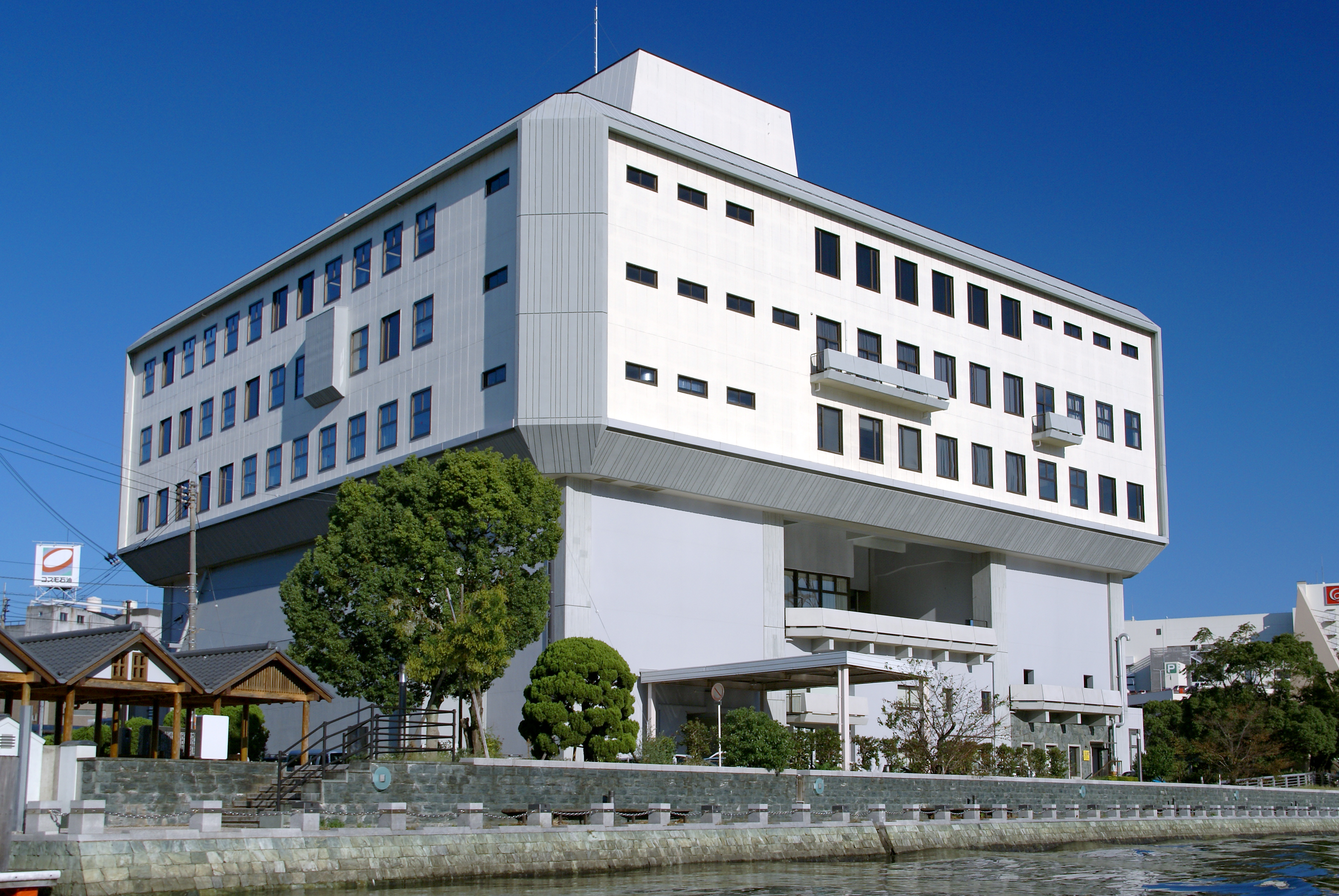
徳島県郷土文化会館

- 藍場浜公園
- 新町川公園
- 徳島県郷土文化会館

## 交通

### 道路
一般国道
- 国道192号

都道府県道
- 徳島県道30号徳島鴨島線